# Sarah De Nutte
Sarah De Nutte (* 21. November 1992 in Düdelingen) ist die bisher erfolgreichste luxemburgische Tischtennisspielerin. Sie ist die derzeitige Nummer 3 in der Welt im Damen-Doppel zusammen mit Ni Xialian. Dafür wurde ihr zum luxemburgischen Nationalfeiertag am 23. Juni 2022 der Orden der Eichenkrone des Großherzogtums Luxemburg verliehen. Sie nahm 2021 und 2024 an den Olympischen Spielen teil. Sie schrieb Geschichte als erste gebürtige Europäerin, die seit 1995 bei einer Weltmeisterschaft eine Medaille im Doppel gewann. Sie spielt seit 2020 beim französischen Erstligisten TT Saint-Quentin. Sie ist Rechtshänderin und verwendet den europäischen Shakehand-Stil.

## Werdegang
Sarah De Nutte gilt als eine der besten luxemburgischen Nationalspielerinnen. Sie begann im Alter von acht Jahren mit dem Tischtennissport, da ihre Eltern ebenfalls Tischtennisspieler waren.
Im Jahr 2007 wurde De Nutte in die Nationalmannschaft aufgenommen und startete fortan bei internationalen World-Tour-Turnieren. Im Jahr 2012 wurde sie zum ersten Mal luxemburgische Meisterin im Einzel. Insgesamt hat sie zehnmal den Landesmeister-Titel im Damen-Einzel, elfmal im Damen-Doppel zusammen mit Tessy Gonderinger und zweimal im gemischten Doppel gewonnen.
Bei den Luxemburg Open erreichte De Nutte 2014 den dritten Platz.
Bei der Europameisterschaft 2018 in Alicante zog De Nutte mit Ni Xialian im Doppel ins Halbfinale ein. Dort trafen die beiden auf die Europameisterinnen Nina Mittelham und Kristin Lang aus Deutschland und verloren 4-2 und gewannen eine Bronze-Medaille.
Bei der Weltmeisterschaft 2021 in Houston erreichte sie die Runde der letzten 32 im Einzel, wo sie gegen Chen Meng ausschied. Im Doppel gewann Sarah De Nutte mit Ni Xialian überraschend die Bronze-Medaille.
Beim ersten Tischtennis Grand-Smash-Turnier 2022 in Singapore trafen Sarah De Nutte und Ni Xialian im Halbfinale auf die gleichen Konkurrentinnen aus China, wie schon zuvor bei der Weltmeisterschaft 2021, und mussten sich geschlagen geben.
De Nutte nahm 2021 und 2024 jeweils an den Olympischen Spielen teil, schied jedoch beide Male in der ersten Runde aus. 2021 in Tokio verlor sie mit 3:4 gegen Polina Trifonowa und 2024 in Paris unterlag sie Jieni Shao mit 2:4.

## Vereine
Aufzählung der Vereine, in denen Sarah De Nutte aktiv war:
- 2001–2005:  DT Larochette
- 2005–2006:  DT Ettelbreck
- 2006–2011:  TT Dinez
- 2011–2012:  SV Darmstadt 98
- 2012–2013:  DT Ettelbreck
- 2013–2014:  ATSV Saarbrücken
- 2014–2020:  TuS Bad Driburg
- seit 2020:  TT Saint-Quentin[5]

## Aktivitäten in Deutschland
In der Saison 2011/12 spielte De Nutte in der 2. Bundesliga beim SV Darmstadt 98, späterhin beim ATSV Saarbrücken in der Saison 2013/14.
Zwischen 2014 und 2020 schlug De Nutte in der 1. Bundesliga beim TuS Bad Driburg auf. Dort spielte sie unter anderem mit Nina Mittelham und Sophie Klee in einer Mannschaft.

## Aktivitäten in Frankreich
Zur Saison 2020/2021 wechselte De Nutte zur 1. französischen Liga zum TT Saint-Quentin. Dort spielt sie seither zusammen mit der russischen Nationalspielerin Polina Michailowa, und den mehrfachen Europameisterinnen Daniela Dodean aus Rumänien und Rūta Paškauskienė aus Litauen, in einer Mannschaft. In der Championsleague erreichten sie in der Saison 2020/21 das Halbfinale, wo sie gegen Linz AG Froschberg 2-3 verloren.

## Turnierergebnisse
| Verband | Veranstaltung       | Jahr | Ort            | Land | Einzel     | Doppel        | Mixed     | Team          |
| ------- | ------------------- | ---- | -------------- | ---- | ---------- | ------------- | --------- | ------------- |
| LUX     | Weltmeisterschaft   | 2021 | Houston        | USA  | letzte 32  | Halbfinale    |           |               |
| LUX     | Weltmeisterschaft   | 2019 | Budapest       | HUN  | letzte 64  | letzte 32     | letzte 64 |               |
| LUX     | Weltmeisterschaft   | 2018 | Halmstad       | SWE  |            |               |           | 21.–24. Platz |
| LUX     | Weltmeisterschaft   | 2017 | Düsseldorf     | GER  | letzte 64  | letzte 32     |           |               |
| LUX     | Weltmeisterschaft   | 2016 | Kuala Lumpur   | MAS  |            |               |           | 26. Platz     |
| LUX     | Weltmeisterschaft   | 2015 | Suzhou         | CHN  | letzte 128 | letzte 64     | letzte 64 |               |
| LUX     | Weltmeisterschaft   | 2014 | Tokio          | JPN  |            |               |           | 17.–20. Platz |
| LUX     | Weltmeisterschaft   | 2013 | Paris          | FRA  | Qual.      | letzte 64     |           |               |
| LUX     | Weltmeisterschaft   | 2012 | Dortmund       | GER  |            |               |           | 26. Platz     |
| LUX     | Weltmeisterschaft   | 2011 | Rotterdam      | NED  | Qual.      | letzte 32     |           |               |
| LUX     | Weltmeisterschaft   | 2010 | Moscow         | RUS  |            |               |           | 32.–64. Platz |
| LUX     | Europameisterschaft | 2021 | Cluj-Napoca    | ROU  |            |               |           | Viertelfinale |
| LUX     | Europameisterschaft | 2020 | Warschau       | POL  | letzte 16  | Viertelfinale | letzte 16 |               |
| LUX     | Europameisterschaft | 2018 | Alicante       | ESP  | letzte 64  | Halbfinale    |           |               |
| LUX     | Europameisterschaft | 2017 | Luxemburg      | LUX  |            |               |           | 11. Platz     |
| LUX     | Europameisterschaft | 2016 | Budapest       | HUN  | letzte 64  | Viertelfinale | letzte 32 |               |
| LUX     | Europameisterschaft | 2015 | Jekaterinburg  | RUS  | letzte 64  | Achtelfinale  |           | 13. Platz     |
| LUX     | Europameisterschaft | 2014 | Lissabon       | POR  |            |               |           | 13. Platz     |
| LUX     | Europameisterschaft | 2013 | Schwechat      | AUT  |            | Viertelfinale |           |               |
| LUX     | Europameisterschaft | 2011 | Danzig         | POL  | letzte 64  |               |           | 11. Platz     |
| LUX     | Europameisterschaft | 2010 | Ostrava        | CZE  |            |               |           |               |
| LUX     | Europameisterschaft | 2009 | Stuttgart      | GER  |            |               |           |               |
| LUX     | Europameisterschaft | 2008 | St. Petersburg | RUS  |            |               |           |               |
| LUX     | European Games      | 2019 | Minsk          | BLR  | letzte 16  |               |           |               |
| LUX     | European Games      | 2015 | Baku           | AZE  | letzte 32  |               |           |               |

## Material
Material von Sarah De Nutte:
- Holz: DHS blade
- Vorhand: DHS Hurricane 3 Blue Sponge